# 르완다의 총리
르완다의 총리는 르완다의 정부 수반이다. 총리는 대통령과 내각의 다른 장관들이 임명한다. 총 11명이 현직에서 근무했다. 현직 총리는 2017년 8월 30일에 취임한 에두아르 응지렌테이다.

## 총리실
총리실은 총리에게 국가 정책의 집행을 보조하는 업무를 위임하고 있다.

## 같이 보기
- 르완다의 대통령 목록